# Hospital Rock (comté de Siskiyou)
Pour les articles homonymes, voir Hospital Rock.
Hospital Rock est un monticule volcanique américain situé dans le comté de Siskiyou, en Californie. Protégé au sein du Lava Beds National Monument, où il culmine à 1 244 mètres d'altitude, ce site de la guerre des Modocs est inscrit au Registre national des lieux historiques sous le nom d'Hospital Rock Army Camp Site depuis le 2 octobre 1973. 